# Bubalopa punctorum
Bubalopa punctorum är en insektsart som beskrevs av Buckton. Bubalopa punctorum ingår i släktet Bubalopa och familjen hornstritar. Inga underarter finns listade i Catalogue of Life.